# Pambula
Pambula är en ort i Australien. Den ligger i kommunen Bega Valley och delstaten New South Wales, i den sydöstra delen av landet, omkring 360 kilometer söder om delstatshuvudstaden Sydney. Antalet invånare är 652.
Trakten är glest befolkad. Närmaste större samhälle är Merimbula, nära Pambula. Genomsnittlig årsnederbörd är 1 127 millimeter. Den regnigaste månaden är juni, med i genomsnitt 166 mm nederbörd, och den torraste är juli, med 11 mm nederbörd.